# Флайшман, Алоис
Алои́с Фла́йшман (нем. Aloys Fleischmann, впоследствии принял ирландское имя Muiris Ó Rónáin; 13 апреля 1910, Мюнхен — 21 июля 1992, Корк) — ирландский дирижёр, композитор и музыковед, один из крупнейших музыкантов Ирландии в XX веке.

## Биография
Флайшман родился в Мюнхене в семье музыкантов-ирландцев. Обучался в Университетском колледже Корка, где получил степень бакалавра музыки (1931), а через год — магистра искусств. Продолжил совершенствоваться как композитор и дирижёр в Музыкальной академии Мюнхена, как музыковед — в Мюнхенском институте (1932—1934). Вернувшись в Корк, получил место профессора музыки в Университетском колледже, где работал впоследствии до 1980 года. В том же 1934 году он основал симфонический оркестр Корка, а четыре года спустя — Ассоциацию Учителей музыки, которую сам и возглавил. Флайшман участвовал также в организации Балетного общества (1948), Международного хорового фестиваля (1954), общественных музыкальных семинаров (1962), в 1963 году получил степень доктора музыки Дублинского университета.

## Творчество
Флайшман сыграл огромную роль в становлении современного музыкального искусства Ирландии. В его ранних сочинениях очень ярко проявляются народные мотивы, и хотя с 1960-х годов его композиторский стиль претерпел некоторые изменения в сторону свободных хроматических звучаний, влияние традиций ирландской музыки по-прежнему было очень сильно. Флайшман также имеет большое значение как дирижёр — руководя Симфоническим оркестром Корка бессменно с 1934 по 1992 год, он вывел его в число лучших в Европе. Этот оркестр вошёл в Книгу рекордов Гиннесса как коллектив, 57 лет подряд игравший в первоначальном составе. Незадолго до своей смерти Флайшман окончил фундаментальное этномузыковедческое исследование, создававшееся в течение сорока лет — «Источники ирландской традиционной музыки» (Sources of Irish Traditional Music).